# Косарев, Александр Борисович (волейболист)
Александр Борисович Косарев (30 сентября 1977, Ровно) — украинский и российский волейболист и тренер, заслуженный мастер спорта России.

## Биография
«Физрук в школе взял за руку и привёл в волейбольную секцию. Сказал: будешь играть в волейбол. Два раза убегал, но в третий раз привёл силком. Пришлось остаться». Так Александр Косарев рассказывал о том, как он пришёл в волейбол. Первый тренером Александра был Юрий Анатольевич Кравцов, первым профессиональным клубом — «Надзбручье» из Тернополя.
В 1997 году Александр Косарев вместе с группой молодых украинских волейболистов по инициативе старшего тренера «Белогорья-Динамо» Юрия Венгеровского переехал в Белгород. В 1998 году он принял российское гражданство, в 1999-м прочно занял место в стартовом составе белгородской команды, принял участие в ряде товарищеских матчей сборной России.
Первый официальный матч за сборную России Александр Косарев провёл 28 мая 2000 года на турнире Мировой лиги — россияне в Эйндховене встречались с голландцами и выиграли со счётом 3:1. В дальнейшем Косарев несколько раз ненадолго выпадал из обоймы национальной команды, но своими выступлениями в клубах вновь доказывал, что достоин быть в её составе. На двух Олимпиадах, в Афинах-2004 и Пекине-2008, Александр Косарев был одним из ключевых игроков сборной России, выигрывавшей бронзовые медали. Всего провёл 120 матчей за сборную и набрал в них 448 очков.
С именем Александра Косарева связаны практически все успехи непобедимого в начале XXI века «Локомотива-Белогорья», а также «Динамо-ТТГ», за которое он выступал в течение двух сезонов, после чего на год вновь вернулся в Белгород. С обоими клубами Александр побеждал в Лиге чемпионов, чемпионатах и Кубках России, в 2009 году в составе «Локомотива-Белогорья» стал обладателем Кубка CEV. В сезоне 2009/10 Александр Косарев выступал в составе новоуренгойского «Факела», впоследствии провёл ещё 6 сезонов в «Белогорье».
С 2016 года, завершив карьеру игрока, работает в тренерском штабе «Белогорья»; в сезоне-2016/17 и с марта 2018 года — в должности старшего тренера команды. В апреле 2018 года привёл белгородский коллектив к победе в розыгрыше Кубка Европейской конфедерации волейбола.

## Достижения

### Со сборной России
- Бронзовый призёр Игр XXVIII Олимпиады (2004).
- Бронзовый призёр Игр XXIX Олимпиады (2008).
- Серебряный призёр чемпионата мира (2002).
- Серебряный призёр чемпионата Европы (2007), бронзовый призёр чемпионата Европы (2001).
- Победитель Мировой лиги (2002), серебряный (2000) и бронзовый (2006, 2008) призёр Мировой лиги.
- Серебряный призёр Евролиги (2004).

### В клубной карьере
- 8-кратный чемпион России (1997/98, 1999/00, 2001/02, 2002/03, 2003/04, 2004/05, 2006/07, 2012/13), серебряный призёр чемпионата России (1998/99, 2005/06, 2014/15), бронзовый призёр чемпионата России (2007/08, 2010/11, 2013/14, 2015/16).
- 7-кратный обладатель Кубка России (1997, 1998, 2003, 2005, 2007, 2012, 2013), финалист Кубка России (2015), бронзовый призёр (2014).
- 2-кратный обладатель Суперкубка России (2013, 2014).
- 4-кратный победитель Лиги чемпионов (2002/03, 2003/04, 2007/08, 2013/14), бронзовый призёр Лиги чемпионов (2004/05, 2005/06).
- Победитель Кубка Европейской конфедерации волейбола (2008/09), серебряный призёр Кубка Европейской конфедерации волейбола (2001/02).
- Победитель клубного чемпионата мира (2014).
- Участник Матчей звёзд России (2005, 2008, 2009, 2012, февраль 2014).

## Награды и звания
- Заслуженный мастер спорта России (2004).
- Медаль ордена «За заслуги перед Отечеством» I степени (2 августа 2009 года) — за большой вклад в развитие физической культуры и спорта, высокие спортивные достижения на Играх XXIX Олимпиады 2008 года в Пекине[5].
- Медаль ордена «За заслуги перед Отечеством» II степени (4 ноября 2005 года) — за большой вклад в развитие физической культуры и спорта, высокие спортивные достижения на Играх XXVIII Олимпиады 2004 года в Афинах[6].

## Личная жизнь
Александр Косарев — выпускник Белгородской технологической академии строительных материалов.